# استفانی ناکاسیان
پاتریشیا استفانی ناکاسیان ( انگلیسی: Patricia Stephanie Nakasian؛ زادهٔ ۲۹ اوت ۱۹۵۴) خواننده سبک جاز، آموزگار  ارمنی‌تبار اهل ایالات متحده آمریکا است.

## زندگی‌نامه
وی در ۲۹ اوت ۱۹۵۴ ‏در واشینگتن، دی.سی. به دنیا آمد و در برانکس‌ویل، نیویورک بزرگ شد. وی نواختن سازهای پیانو کلاسیک و ویولن را فراگرفته است و در گروه موسیقی کر خواننده نموده است. استفانی از en:Kellogg School of Management فارغ‌التحصیل گشت. 